# Карим
Кари́м (рос. Карым) — село у складі Кондінського району Ханти-Мансійського автономного округу Тюменської області, Росія. Входить до складу Леушинського сільського поселення.
Населення — 10 осіб (2010, 15 у 2002).
Національний склад станом на 2002 рік: мансі — 74 %.